# Madonna e sexualidade

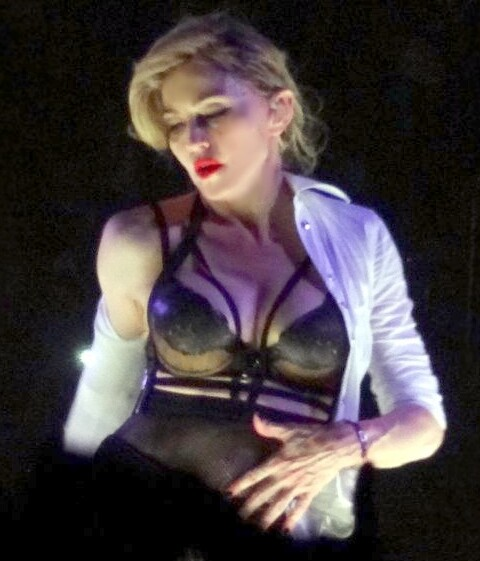
Madonna aos 53 anos no palco da MDNA Tour em 2012

A cantora e compositora estadunidense Madonna é considerada um ícone sexual e definida por um autor como o principal símbolo sexual da era pós-moderna. Muitos consideram a sexualidade de Madonna como um dos pontos focais de sua carreira. O Dicionário de Inglês da Oxford de  (2010) creditou sua imagem como um símbolo sexual como fonte de seu estrelato internacional. Suas demonstrações sexuais atraíram inúmeras análises de estudiosos, sexólogos, feministas, e outros autores. Devido ao uso constante de conteúdo sexual explícito, seus vídeos enfrentaram censura da MTV, bem como suas apresentações e outros projetos foram censurados por diferentes entidades.

## Interesse da crítica
[...] descartar Madonna como 'apenas mais um símbolo sexual' é não entender seu imenso apelo [...]

—Sara Mills citando um comentário sobre Madonna (1994).
Madonna tem sido referida como um ícone sexual ou símbolo sexual; a série American Masters, assim como outras, sugerem que Madonna continua a ser um ícone sexual à medida que "envelhece". O Dicionário de Inglês da Oxford (2010) creditou sua imagem como um símbolo sexual como fonte de seu estrelato internacional. Em geral, frequentemente é sugerido que o status de Madonna foi produzido em grande parte pela maneira com que ela deliberadamente fez uso de imagens de sexualidade. O educador Ray B. Browne, em seu livro Laws of Our Fathers: Popular Culture and the U.S. Constitution (1986), escreveu que Madonna é chamada de "aquela coisa mais singular, um símbolo sexual". Um artigo de 1989 da Adweek's Marketing Week explicou que "ao contrário de outros símbolos sexuais, Madonna nunca é a vítima"; eles lembraram que outros "símbolos sexuais", como Marilyn Monroe, foram considerados "figuras trágicas". No livro The Thirty Years' Wars (1996), Andrew Kopkind considerou Madonna como "o principal símbolo sexual da década" (anos 1990). O autor Stuart Jeffries, em seu livro Everything, All the Time, Everywhere: How We Became Postmodern (2021), considerou Madonna o principal símbolo sexual da era pós-moderna, e diferente de Monroe, que ele definiu como o principal símbolo sexual da era moderna.

### Atenção da imprensa e do público

O físico Stephen Hawking brincou: "Vendi mais livros sobre física do que Madonna sobre sexo" (c. 1989

No livro Record Collecting for Girls (2011), Courtney Smith documentou que a maioria das pessoas associa Madonna a sexo. No final dos anos 1980, o físico Stephen Hawking comentou brincando: "Eu vendi mais livros sobre física do que Madonna sobre sexo". Essa percepção da imagem de Madonna foi mais forte na década de 1990. A Enciclopédia Hutchinson de 1996 a define como uma "cantora e atriz pop estadunidense que se apresenta no palco e em vídeos com uma sexualidade exagerada". No livro Profiles of Female Genius (1994), o autor Gene Landrum descreve que a energia libidinal e a sexualidade de Madonna se tornaram sua maior atração para a mídia e "tornou-se o ponto focal de toda sua carreira". Na década de 1990, o biógrafo Mark Bego resumiu:

Desde sua chegada à cena há dez anos, Madonna se tornou tão sinônimo de sexo (e publicidade) que pode ser difícil lembrar que ela começou como um fenômeno musical.

A historiadora Andrea Stuart citou a manchete de um tabloide, onde Madonna foi chamada de "devoradora de homens" e como "ela usou o sexo para chegar ao topo". Nesse sentido, o autor Adam Sexton chamou alguns artigos da imprensa de "moralismo assustador", condenando que "ao ler artigos sobre Madonna, você pode ter a ideia de que era hábito dos jornalistas do pop se casar com a primeira pessoa com quem dormiram". No compêndio The Madonna Connection (1993), os estudiosos até escreveram que "não é nenhuma surpresa, então, que os rumores de que Madonna tenha testado positivo para HIV tenham sido incrivelmente persistentes". Eles escreveram que certos segmentos de nossa cultura encontram conforto em identificá-la como portadora do vírus da AIDS—uma doença percebida por alguns como uma punição por comportamento imoral—e tornar Madonna HIV positivo estabelece sua culpa moral e fornece sua contenção final, a morte.